# Айюбиды
Султанат Айюбидов (курд. ئەیووبیەکان, лат: Eyûbiyan; араб. لأيوبيون‎ al-Ayyūbīyūn), также Давлат эль-Акрад (араб. دولة الأكراد‎) — средневековое мусульманское государство (султанат) во главе с курдской династией Айюбидов, существовавшее в Западной Азии и в Северной Африке. Представители главной линии династии Айюбидов правили Египтом (1169—1252, с 1174 года с титулом Султан), являясь при этом сюзеренами для боковых линий династии, правивших в разных регионах Ближнего Востока (в Палестине, Сирии, Ираке, Аравии, Малой Азии).
Первоначально вассалы династии Зенгидов в Халебе. Посланные в 1169 году атабеком Нур ад-Дин Махмудом на помощь фатимидскому халифу для организации сопротивления крестоносцам, получили от него должность великого визиря Египта. После смерти в 1171 году последнего халифа аль-Адид Лидиниллаха, ликвидировали Фатимидский халифат, формально объявили Египет частью государства Зенгидов и признали духовную власть Аббасидов. В 1174 году провозгласили независимость от династии Зенгидов и начали обширные завоевания.
Основатель династии Салах-ад-Дин низложил исмаилитскую династию Фатимидов, опираясь на тюркско-сельджукские войска, находившиеся в Египте. Власть Айюбидов распространилась на Киренаику, Триполитанию, Йемен, Сирию, верхнюю Месопотамию. Они нанесли ряд поражений крестоносцам, преследовали шиитов. В религиозной жизни укреплялось господство суннизма. Все выходцы из рода Айюба имели в самостоятельном правлении отдельные провинции. В 1238 году государство распалось на уделы. В 1250 году мамлюки убили последнего султана из Айюбидов и захватили власть в Египте.
Держава Айюбидов делилась на многочисленные уделы. Глава династии носил титул султана, прочие члены династии — маликов и эмиров.

## История

### Завоевание Северной Африки и Нубии
Саладин отправился в Александрию в 1171—1172 годах и оказался перед дилеммой иметь много сторонников в городе, но мало денег. Там состоялся семейный совет египетских эмиров-Айюбидов, на котором было решено, что аль-Музаффар Таки ад-Дин Умар, племянник Саладина, отправится в поход против прибрежной области Барка (Киренаика) к западу от Египта с отрядом в 500 всадников. Чтобы оправдать этот набег, бедуинским племенам Барки было послано письмо, в котором они упрекали их за грабежи путешественников и приказывали им платить милостыню-налог (закят). Последний должен был быть собран с их скота.
В конце 1172 года Асуан был осажден бывшими солдатами Фатимидов из Нубии, и губернатор города Канз ад-Даула — бывший сторонник Фатимидов — попросил подкрепления у Саладина, который согласился. Подкрепление прибыло после того, как нубийцы уже покинули Асуан, но войска Айюбидов во главе с Туран-шахом продвинулись вперед и завоевали северную Нубию, захватив город Ибрим. Туран-шах и его курдские солдаты временно поселились там. Из Ибрима они совершили набеги на близлежащие районы, остановив свои операции после того, как им было представлено предложение о перемирии от нубийского царя из Донголы. Хотя первый ответ Туран-шаха был воинственным, позже он послал посланника в Донголу, который, вернувшись, описал Туран-шаху бедность города и Нубии в целом. В результате Айюбиды, как и их предшественники-Фатимиды, потеряли интерес к дальнейшей экспансии на юг в Нубию из-за бедности региона, но требовали, чтобы Нубия гарантировала защиту Асуана и Верхнего Египта. В 1175 году айюбидский гарнизон в Ибриме отступил в Египет.
В 1174 году Шараф ад-Дин Каракуш, полководец под командованием Аль-Музаффара Умара, отвоевал Триполи у норманнов с армией турок и бедуинов. Впоследствии, когда некоторые силы Айюбидов сражались с крестоносцами в Леванте, другая их армия под командованием Шараф ад-Дина в 1188 году вырвала контроль над Кайруаном у Альмохадов.

### Завоевание Аравии
В 1173 году Саладин послал Туран-шаха завоевать Йемен и Хиджаз. Мусульманские писатели Ибн аль-Атхир и позднее аль-Макризи писали, что причиной завоевания Йемена было желание Айюбидов, если Египет покорится Нур-ад-Дину, искать убежища на далекой территории. В мае 1174 года Туран-шах завоевал Забид, а затем в том же году захватил Аден. Аден стал главным морским портом династии в Индийском океане и главным городом Йемена, хотя официальной столицей Айюбидского Йемена был Таиз. Появление Айюбидов ознаменовало начало периода нового процветания в городе, который ознаменовался улучшением его торговой инфраструктуры, созданием новых учреждений и чеканкой собственных монет. После этого процветания Айюбиды ввели новый налог, который собирали галеры.
Туран-шах изгнал оставшихся хамданидских правителей Саны, завоевав горный город в 1175 году. С завоеванием Йемена Айюбиды создали прибрежный флот аль-Асакир аль-Бахрия, который они использовали для охраны морских побережий, находящихся под их контролем, и защиты их от пиратских набегов. Завоевание имело большое значение для Йемена, поскольку Айюбидам удалось объединить три предыдущих независимых государства (Забид, Аден и Сану) под единой властью. Однако, когда в 1176 году Туран-шах был смещен со своего наместничества в Йемене, на этой территории вспыхнули восстания, которые были подавлены лишь в 1182 году, когда Саладин назначил своего другого брата Тугтегина Сайф аль-Ислама вали Йемена. Айюбидский наиб (заместитель правителя) Йемена Усман аз-Занджили завоевал большую часть Хадрамаута в 1180 году, когда Туран-шах вернулся в Йемен.

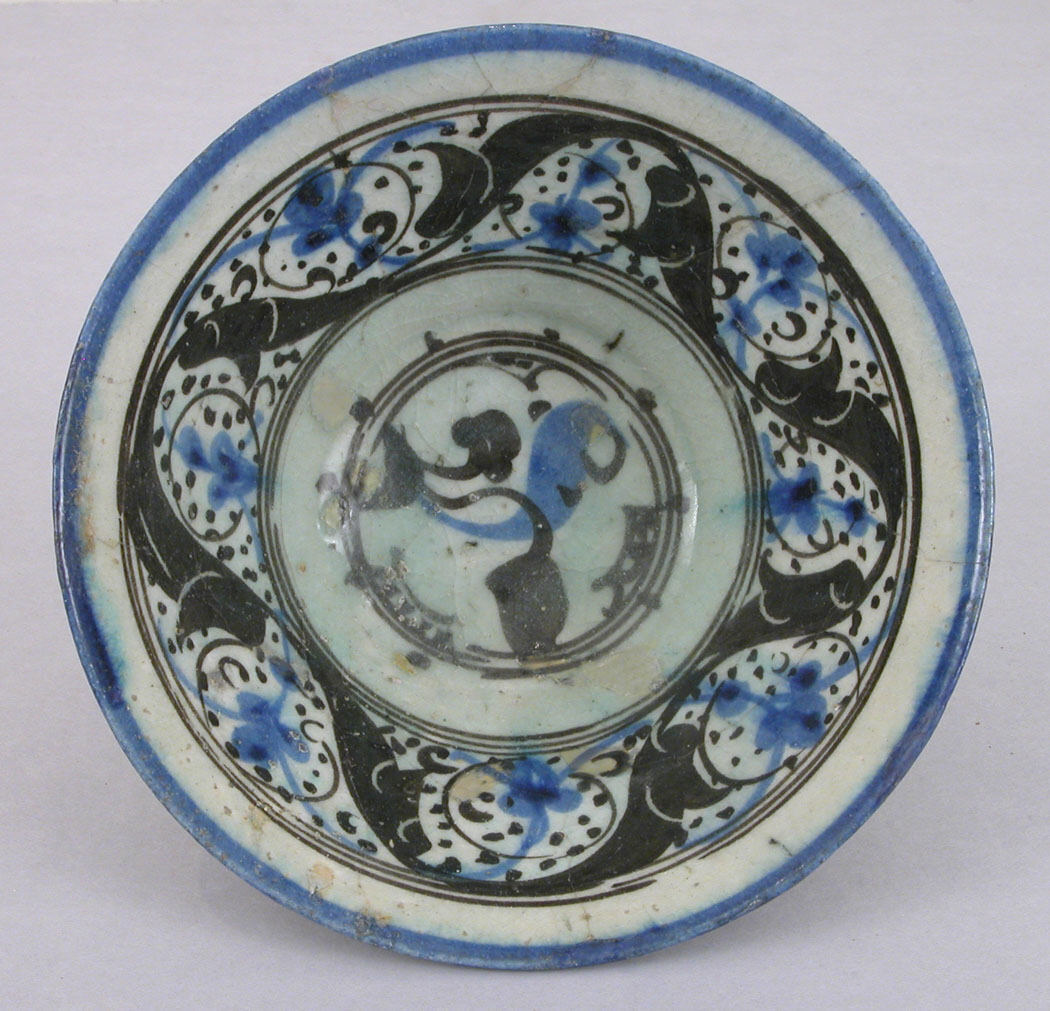
Чаша с растительными мотивами, XII в.

Из Йемена, как и из Египта, Айюбиды стремились доминировать на торговых путях Красного моря, от которых зависел Египет, и поэтому стремились усилить свою власть над Хиджазом, где находилась важная торговая остановка Янбу. Благоприятствовать торговле в направлении Красного моря, Айюбиды строили сооружения вдоль торговых путей Красное море-Индийский океан, чтобы сопровождать купцов. Айюбиды также стремились поддержать свои притязания на легитимность внутри Халифата, имея суверенитет над исламскими священными городами Меккой и Мединой. Завоевания и экономические успехи, предпринятые Саладином, фактически установили гегемонию Египта в регионе.

### Завоевание Сирии и Месопотамии
Хотя Саладин все ещё номинально оставался вассалом Нур-ад-Дина, он проводил все более независимую внешнюю политику. Эта независимость стала более публично провозглашаться после смерти Нур ад-Дина в 1174 году. После этого Саладин отправился завоевывать Сирию у Зангидов, и 23 ноября он был встречен в Дамаске губернатором города. К 1175 году он взял под свой контроль Хаму и Хомс, но не смог взять Алеппо после его осады. Контроль над Хомсом был передан потомкам Ширкуха в 1179 году, а Хама была передана племяннику Саладина аль-Музаффару Умару. Успехи Саладина встревожили эмира Сайф ад-Дина Гази из Мосула, тогдашнего главу Зангидов, который считал Сирию своей вотчиной и был возмущен тем, что её узурпировал бывший слуга Нур ад-Дина. Он собрал армию, чтобы противостоять Саладину близ Хамы. Несмотря на значительное численное превосходство, Саладин и его воины-ветераны решительно разгромили Зангидов. После своей победы он провозгласил себя маликом и отменил упоминание имени ас-Салиха Исмаила (младшего сына Нур ад-Дина) в пятничных молитвах и на монетах, заменив его своим собственным именем. Аббасидский халиф аль-Мустади благосклонно приветствовал приход Саладина к власти и дал ему титул «султан Египта и Сирии».
Весной 1176 года произошло ещё одно крупное столкновение между Зангидами и Айюбидами, на этот раз у Кургана Султана, расположенного в 15 километрах от Алеппо. Саладин снова вышел победителем, но Сайф ад-Дин с трудом всё же успел скрыться. Айюбиды приступили к завоеванию других сирийских городов на севере, таких как Маарат аль-Нуман, Азаз, Буза и Манбидж, но не смогли захватить Алеппо во время второй осады. Однако было заключено соглашение, согласно которому наместник Алеппо Гумуштигин и его союзники в Хасанкейфе и Мардине признавали Саладина правителем владений Айюбидов в Сирии, а Саладин разрешал Гумуштигину и ас-Салиху аль-Малику продолжать свое правление в Алеппо.
Пока Саладин находился в Сирии, его брат аль-Адиль управлял Египтом, и в 1174—1175 годах Канз ад-Даула из Асуана восстал против Айюбидов с намерением восстановить правление Фатимидов. Его главными сторонниками были местные бедуинские племена и нубийцы, но он также пользовался поддержкой множества других групп, включая армян. Случайно или, возможно, по согласованию с ним одновременно произошло восстание Аббаса ибн Шади, который захватил Кус вдоль реки Нил в центральном Египте. Оба восстания были подавлены аль-Адилем. До конца этого года и в начале 1176 года Карахуш продолжал свои набеги на западную часть Северной Африки, в результате чего Айюбиды вступили в конфликт с Альмохадами, правившими Магрибом.
В 1177 году Саладин повел войска численностью около 26 000 солдат, согласно хронисту крестоносцев Тирскому, в Южную Палестину, узнав, что большая часть солдат Иерусалимского королевства осаждает Харим к северу от Алеппо. Внезапно атакованная тамплиерами под предводительством Балдуина IV Иерусалимского близ Рамлы, армия Айюбидов потерпела поражение в битве при Монжизаре, причем большая часть её войск была убита. На следующий год Саладин разбил лагерь в Хомсе, и между его войсками, которыми командовал Фаррух-шах, и крестоносцами произошло несколько стычек. Не останавливаясь ни перед чем, Саладин вторгся в государства крестоносцев с запада и разбил Балдуина в битве при Мардж-Уюне в 1179 году. В следующем году он разрушил недавно построенный замок крестоносцев Честелле в битве у брода Иакова. В кампании 1182 года он снова сражался с Балдуином в безрезультатной битве при замке Бельвуар в Кавкаб-эль-Хава.
В мае 1182 года Салах ад-Дин захватил Алеппо после непродолжительной осады; новый правитель города Имад ад-Дин Занги II был непопулярен среди своих подданных и сдал Алеппо после того, как Салах ад-Дин согласился восстановить прежний контроль Занги II над Синджаром, Раккой и Нусайбином, которые впоследствии стали вассальными территориями Айюбидов. Алеппо официально вступил в руки Айюбидов 12 июня. На следующий день Саладин двинулся к Хариму, недалеко от удерживаемой крестоносцами Антиохии, и захватил город, когда его гарнизон вытеснил их лидера Сурхака, который затем был ненадолго задержан и освобожден аль-Музаффаром Умаром. Сдача Алеппо сделала зангида Изз ад-Дина Масуда из Мосула единственным крупным мусульманским соперником Айюбидов. Осенью 1182 года Мосул подвергся короткой осаде, но после посредничества аббасидского халифа ан-Насира Саладин вывел свои войска. Масуд попытался объединиться с Артукидами Мардина, но вместо этого они стали союзниками Саладина. В 1183 году Ирбил тоже перешел на сторону Айюбидов. Затем Масуд обратился за поддержкой к правителю Азербайджана Пахлавану ибн Мухаммаду, и хотя он обычно не вмешивался в дела региона, возможность вмешательства Пахлавана заставила Саладина осторожно начать дальнейшие нападения на Мосул.

### Завоевание Палестины и Трансиордании

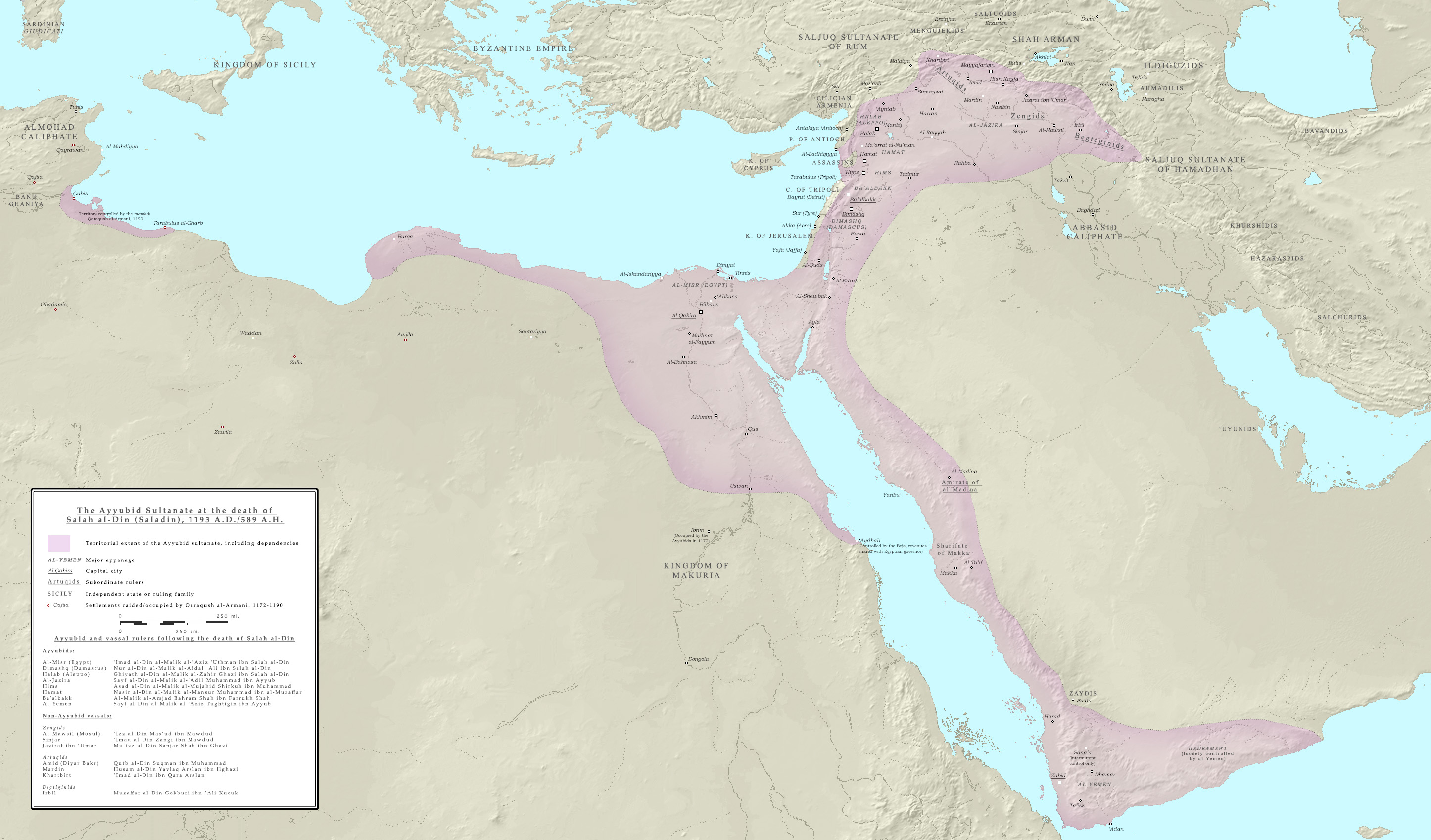
Территория в 1193 г.

Саладин осадил Тверию в Восточной Галилее 3 июля 1187 года, и армия крестоносцев попыталась атаковать Айюбидов через Кафр-Кану. Узнав о походе крестоносцев, Саладин повел свою гвардию обратно в их главный лагерь в Кафр-Сабте, оставив небольшой отряд в Тверии. Имея ясный обзор армии крестоносцев, Саладин приказал аль-Музаффару Умару блокировать вход крестоносцев из Хаттина, заняв позицию около Лубьи, в то время как Кукбури и его войска были размещены на холме близ аль-Шаджары. 4 июля крестоносцы двинулись к рогам Хаттина и атаковали мусульманские войска, но были побеждены и разбиты наголову. Через четыре дня после битвы Саладин пригласил аль-Адиля присоединиться к нему в отвоевании Палестины, Галилеи и ливанского побережья. 8 июля крепость крестоносцев Акра была захвачена Саладином, в то время как его войска захватили Назарет и Саффурию; другие бригады взяли Хайфу, Кесарию, Себастию и Наблус, а аль-Адиль завоевал Мирабель и Яффу. 26 июля Саладин вернулся на побережье и принял капитуляцию Сарепты, Сидона, Бейрута и Джебля. В августе Айюбиды завоевали Рамлу, Дарум, Газу, Бейт-Джибрин и Латрун. Аскалон был взят 4 сентября. В сентябре-октябре 1187 года Айюбиды осадили Иерусалим, овладев им 2 октября после переговоров с Балианом Ибелинским.
Вскоре пали Карак и Монреаль в Трансиордании, а затем Сафад в северо-восточной Галилее. К концу 1187 года Айюбиды контролировали практически все королевство крестоносцев в Леванте, за исключением Тира, который держался под властью Конрада Монферратского. В декабре 1187 года армия Айюбидов, состоящая из гарнизонов Саладина и его братьев из Алеппо, Хамы и Египта, осадила Тир. Половина мусульманского военно-морского флота была захвачена войсками Конрада 29 декабря, после чего Айюбиды потерпели поражение на береговой линии города. 1 января 1188 года Саладин провел военный совет, на котором был согласован вывод войск из Триполи.

## Армия
Курды и туркоманы доминировали в кавалерии, а кочевые тюрки и бедуины составляли пехоту. Айюбиды содержали значительные силы мамлюков (военных рабов). К первой половине XIII века мамлюки в основном происходили из тюрок-кыпчаков и черкесов, и есть убедительные доказательства того, что эти силы продолжали говорить на родном языке.

## Правители династии

### Египет

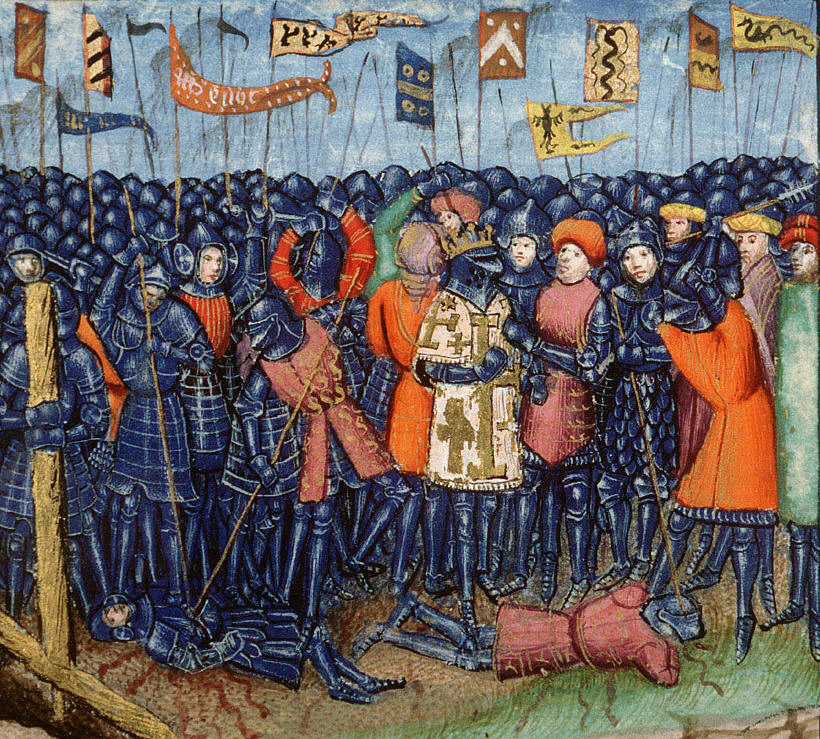
Битва при Хаттине (1187 г.) закончилась отвоеванием Айюбидами Иерусалима у крестоносцев. Миниатюра из французских хроник.

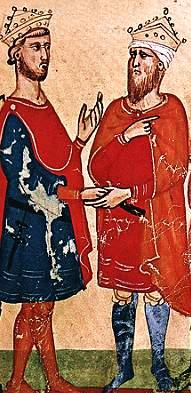
Встреча Императора Фридриха II и султана аль-Камиля (справа). Nuova Cronica, середина XIV века.

| Лакаб, алам, насаб правителя      | Курдское название                           | Вступил в должность | Покинул должность | Титулы (жирным выделены наиболее известные в истории)     |
| --------------------------------- | ------------------------------------------- | ------------------- | ----------------- | --------------------------------------------------------- |
| Асад ад-Дин Ширкух I ибн Шади     | Шерко (курд. Şêrko)                         | 18 января 1169      | 23 марта 1169     | Великий везир аль-Малик аль-Мансур Амир аль-Диуюш         |
| Салах ад-Дин Юсуф I ибн Айюб      | Салах ад-Дин Айюби (курд. Selahedînê Eyûbî) | 23 марта 1169       | 4 марта 1193      | Великий везир, аль-Малик ан-Насир I, с 1174 года — Султан |
| Имад ад-Дин Усман ибн Юсуф        | Эзиз Осман (курд. Ezîzê Osman)              | 4 марта 1193        | 1198              | Султан аль-Малик аль-Азиз                                 |
| Насир ад-Дин Мухаммад ибн Усман   | Мансур Насреддин (курд. Mansûrê Nisredîn)   | 1198                | 1200              | Султан аль-Малик аль-Мансур                               |
| Сайф ад-Дин Абу Бакр ибн Айюб     | Адэль Сейфуддин (курд. Adelê Seyfeddîn)     | 1200                | 1218              | Султан аль-Малик аль-Адиль I                              |
| Насир ад-Дин Мухаммад ибн Ахмад   | Меледин (курд. Meledinê)                    | 1218                | 1238              | Султан аль-Малик аль-Камиль I                             |
| Сайф ад-Дин Абу Бакр ибн Мухаммад | Адэль II (курд. Adelê II)                   | 1238                | 1240              | Султан аль-Малик аль-Адиль II                             |
| Наджм ад-Дин Айюб ибн Мухаммад    | Салих Айюби II (курд. Salihê Eyûbî II)      | 1240                | 1249              | Султан аль-Малик ас-Салих II                              |
| Гияс ад-Дин Туран-шах ибн Айюб    | Туран-шах (курд. Turan Şah)                 | 1249                | 1250              | Султан аль-Малик аль-Муаззам                              |
| Музаффар ад-Дин Муса ибн Масуд    | Ашраф II (курд. Eşrefê II)                  | 1250                | 1252              | Султан аль-Малик аль-Ашраф                                |

| В 1252 году мамлюкский атабек Айбек низложил малолетнего султана Аль-Ашрафа Мусу (р. 1242) и выслал его в Византию. |
| --- |

### Армения(Ахлат (Хилат))
| Лакаб, алам, насаб правителя   | Вступил в должность | Покинул должность | Титулы (жирным выделены наиболее известные в истории) |
| ------------------------------ | ------------------- | ----------------- | ----------------------------------------------------- |
| Наджм ад-Дин Айюб ибн Ахмад    | 1208                | 1210              | аль-Малик аль-Аухад Шахармен                          |
| Музаффар ад-Дин Муса ибн Ахмад | 1210                | 1237              | аль-Малик аль-Ашраф Шахармен                          |

### Йемен
| Лакаб, алам, насаб правителя                  | Вступил в должность | Покинул должность | Титулы (жирным выделены наиболее известные в истории) |
| --------------------------------------------- | ------------------- | ----------------- | ----------------------------------------------------- |
| Шамс ад-Дин Туран-шах ибн Айюб                | 1174                | 27 июня 1181      | Амир аль-Малик аль-Муаззам                            |
| Сайф аль-Ислам Захир ад-Дин Тугтегин ибн Айюб | 1181                | 1197              | Амир аль-Малик аль-Азиз                               |
| Муизз ад-Дин Исмаил ибн Тугтегин              | 1197                | 1202              | Амир аль-Малик аль-Муизз                              |
| Айюб ибн Тугтегин                             | 1202                | 1214              | Амир аль-Малик ан-Насир                               |
| Сулейман ибн Айюб                             | 1214                | 1215              | Амир аль-Малик аль-Музаффар                           |
| Салах ад-Дин Юсуф ибн Мухаммад                | 1215                | 1229              | Амир аль-Малик аль-Масуд                              |

| После смерти амира аль-Масуда Юсуфа в 1229 году власть в Йемене перешла к династия Расулидов. |
| --------------------------------------------------------------------------------------------- |

### Месопотамия

#### АмирыДиярбакыра, затемМияфракина(Маййафарикина)
| Лакаб, алам, насаб правителя                  | Вступил в должность | Покинул должность | Титулы (жирным выделены наиболее известные в истории) |
| --------------------------------------------- | ------------------- | ----------------- | ----------------------------------------------------- |
| Салах ад-Дин Юсуф I ибн Айюб                  | 1185                | 4 марта 1193      | Султан аль-Малик ан-Насир I                           |
| Сайф ад-Дин Ахмад ибн Айюб                    | 1193                | 1200              | Амир аль-Малик аль-Адиль I                            |
| Наджм ад-Дин Айюб ибн Ахмад                   | 1200                | 1210              | Амир аль-Малик аль-Аухад                              |
| Музаффар ад-Дин Муса ибн Ахмад                | 1210                | 1220              | Амир аль-Малик аль-Ашраф                              |
| Шихаб ад-Дин Гази (Махмуд) ибн Ахмад          | 1220                | 1244              | Амир аль-Малик аль-Музаффар                           |
| Насир ад-Дин Мухаммад (Али) ибн Гази (Махмуд) | 1244                | 1260              | Амир аль-Малик аль-Камиль II                          |

| В 1260 году Маййафарикин был завоёван монголами и династия Айюбидов была свергнута. |
| ----------------------------------------------------------------------------------- |

#### АмирыСинджара
| Лакаб, алам, насаб правителя   | Вступил в должность | Покинул должность | Титулы (жирным выделены наиболее известные в истории) |
| ------------------------------ | ------------------- | ----------------- | ----------------------------------------------------- |
| Музаффар ад-Дин Муса ибн Ахмад | 1220                | 1229              | Амир аль-Малик аль-Ашраф                              |
| Наджм ад-Дин Айюб ибн Мухаммад | 1238                | 1239              | Амир аль-Малик ас-Салих                               |

#### АмирыМосула
| Лакаб, алам, насаб правителя     | Вступил в должность | Покинул должность | Титулы (жирным выделены наиболее известные в истории) |
| -------------------------------- | ------------------- | ----------------- | ----------------------------------------------------- |
| Насир ад-Дин Мухаммад ибн Ширкух | 1185                | 1186              | Амир аль-Малик аль-Кахир                              |

#### АмирыХисн Кайфы
- Ас-Салих Айюб ибн Мухаммад 1232—1239
- Аль-Муаззам Туран-шах ибн Айюб 1239—1249
- аль-Муваххид Абдаллах ибн Туран-шах 1249—1283
- Аль-Камиль Мухаммад ибн Абдаллах 1283—1320
- Аль-Адиль Мухаммад ибн Мухаммад 1320—1340
- Аль-Адиль Гази ибн Мухаммад 1340—1360
- Ас-Салих Абу Бакр ибн Гази 1360—1378
- Аль-Адиль Сулейман I ибн Гази 1378—1397
- Аль-Ашраф Ахмад ибн Сулейман 1397—1433
- Ас-Салих Халиль I ибн Ахмад 1433—1452
- Аль-Камиль Ахмад ибн Халиль 1452—1457
- Аль-Адиль Халяф ибн Мухаммад 1457—1462
- Халиль II ибн Сулейман 1462—1500
- Сулейман II ибн Халиль 1517—1535
- Хусейн ибн Халиль 1517—1525

#### АмирыУрфы(Эдессы)
| Лакаб, алам, насаб правителя   | Вступил в должность | Покинул должность | Титулы (жирным выделены наиболее известные в истории) |
| ------------------------------ | ------------------- | ----------------- | ----------------------------------------------------- |
| Таки ад-Дин Умар ибн Шахин-шах | 1186                | 1191              | Амир аль-Малик Аль-Музаффар I                         |
| Сайф ад-Дин Ахмад ибн Айюб     | 1191                | 1218              | Амир аль-Малик аль-Адиль I                            |
| Наджм ад-Дин Айюб ибн Мухаммад | 1232                | 1239              | Амир аль-Малик ас-Салих                               |

### Палестина

#### АмирыБанияса
| Лакаб, алам, насаб правителя | Вступил в должность | Покинул должность | Титулы (жирным выделены наиболее известные в истории) |
| ---------------------------- | ------------------- | ----------------- | ----------------------------------------------------- |
| Нур ад-Дин Али ибн Юсуф      | 1179                | 1186              | Амир аль-Малик аль-Афдаль                             |
| Сайф ад-Дин Ахмад ибн Айюб   | 1186                | 1195              | Амир аль-Малик аль-Адиль I                            |
| Имад ад-Дин Усман ибн Ахмад  | 1195                | 1233              | Амир аль-Малик аль-Азиз                               |
| Гази ибн Усман               | 1233                | 1233              | Амир аль-Малик аз-Захир                               |
| Фахр ад-Дин Хасан ибн Усман  | 1233                | 1260              | Амир аль-Малик ас-Саид                                |

#### АмирыКарака
| Лакаб, алам, насаб правителя   | Вступил в должность | Покинул должность | Титулы (жирным выделены наиболее известные в истории) |
| ------------------------------ | ------------------- | ----------------- | ----------------------------------------------------- |
| Салах ад-Дин Дауд ибн Иса      | 1229                | 1249              | Амир аль-Малик ан-Насир II                            |
| Шараф ад-Дин Умар ибн Абу Бакр | 1250                | 1263              | Амир аль-Малик аль-Мугис                              |

### Сирия

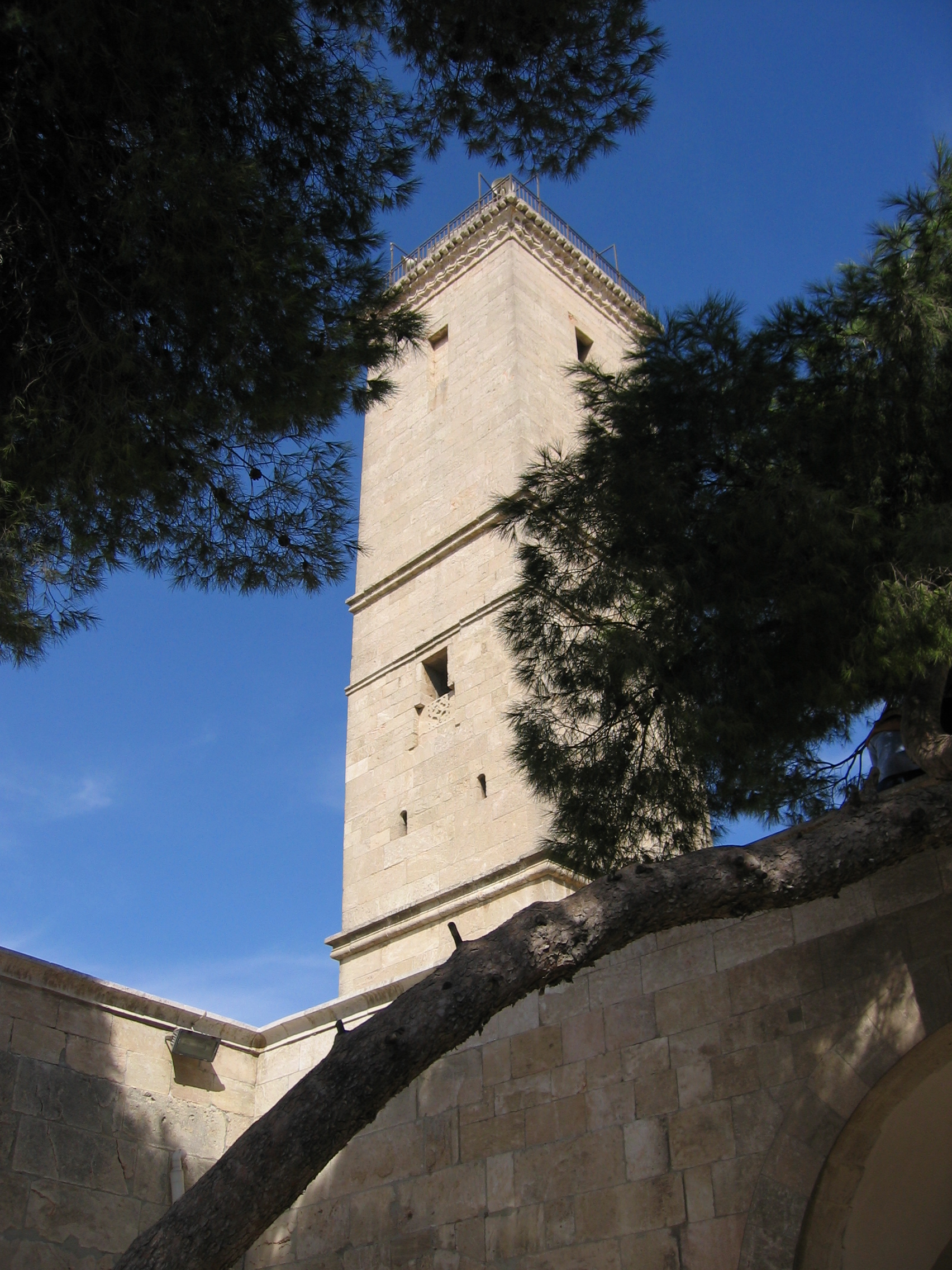
Минарет Великой мечети Алеппо, построенный при Айюбидах

#### АмирыБаальбека
| Лакаб, алам, насаб правителя             | Вступил в должность | Покинул должность | Титулы (жирным выделены наиболее известные в истории) |
| ---------------------------------------- | ------------------- | ----------------- | ----------------------------------------------------- |
| Наджм ад-Дин Айюб ибн Шади               | 1138                | 1146              | Амир аль-Малик                                        |
| Шамс ад-Дин Туран-шах I ибн Айюб         | 1173                | 1179              | Амир аль-Малик аль-Муаззам I                          |
| Изз ад-Дин Дауд Фаррух-шах ибн Шахин-шах | 1179                | 1182              | Амир аль-Малик аль-Мансур                             |
| Маджд ад-дин Бахрам-шах ибн Фаррух-шах   | 1182                | 1229              | Амир аль-Малик аль-Амджад                             |
| Музаффар ад-Дин Муса ибн Ахмад           | 1229                | 1237              | Амир аль-Малик аль-Ашраф                              |
| Имад ад-Дин Исмаил ибн Ахмад             | 1237                | 1239              | Амир аль-Малик ас-Салих I                             |

#### АмирыДамаска
| Лакаб, алам, насаб правителя          | Вступил в должность | Покинул должность | Титулы (жирным выделены наиболее известные в истории)   |
| ------------------------------------- | ------------------- | ----------------- | ------------------------------------------------------- |
| Салах ад-Дин Юсуф I ибн Айюб          | 1174                | 1193              | Султан аль-Малик ан-Насир I                             |
| Нур ад-Дин Али ибн Юсуф               | 1193                | 1196              | Амир аль-Малик аль-Афдаль, с 1193 года — Султан         |
| Сайф ад-Дин Ахмад ибн Айюб            | 1196                | 1218              | Амир аль-Малик аль-Адиль I                              |
| Шараф ад-Дуния ва-д-Дин Иса ибн Ахмад | 1218                | 1227              | Амир аль-Малик аль-Муаззам II, в 1200—1218 годах — Наиб |
| Салах ад-Дин Дауд ибн Иса             | 1227                | 1229              | Амир аль-Малик ан-Насир II                              |
| Музаффар ад-Дин Муса ибн Ахмад        | 1229                | 1237              | Амир аль-Малик аль-Ашраф                                |
| Имад ад-Дин Исмаил ибн Ахмад          | 1237                | 1238              | Амир аль-Малик ас-Салих I                               |
| Насир ад-Дин Мухаммад ибн Ахмад       | 1238                | 1238              | Амир аль-Малик аль-Камиль I                             |
| Сайф ад-Дин Абу Бакр ибн Мухаммад     | 1238                | 1239              | Амир аль-Малик аль-Адиль II                             |
| Наджм ад-Дин Айюб ибн Мухаммад        | 1239                | 1239              | Амир аль-Малик ас-Салих II                              |
| Имад ад-Дин Исмаил ибн Ахмад          | 1239 (повторно)     | 1245              | Амир аль-Малик ас-Салих I                               |
| Наджм ад-Дин Айюб ибн Мухаммад        | 1245 (повторно)     | 1249              | Амир аль-Малик ас-Салих II                              |
| Гияс ад-Дин Туран-шах II ибн Айюб     | 1249                | 1250              | Амир аль-Малик аль-Муаззам III                          |
| Салах ад-Дин Юсуф II ибн Мухаммад     | 1250                | 14 февраля 1260   | Амир аль-Малик ан-Насир III                             |

| В 1260 году Дамаск был завоёван монголами и с тех пор больше не имел самостоятельного амира. |
| -------------------------------------------------------------------------------------------- |

#### АмирыХалеба (Алеппо)
| Лакаб, алам, насаб правителя      | Вступил в должность | Покинул должность | Титулы (жирным выделены наиболее известные в истории)        |
| --------------------------------- | ------------------- | ----------------- | ------------------------------------------------------------ |
| Салах ад-Дин Юсуф I ибн Айюб      | 1183                | 1193              | Амир аль-Малик ан-Насир I                                    |
| Гийас ад-Дин Гази ибн Юсуф        | 1183                | 1183              | Амир аль-Малик аз-Захир                                      |
| Сайф ад-Дин Ахмад ибн Айюб        | 1183                | 1185              | Амир аль-Малик аль-Адиль I                                   |
| Гийас ад-Дин Гази ибн Юсуф        | 1185 (повторно)     | 1218              | Амир аль-Малик аз-Захир                                      |
| Гийас ад-Дин Мухаммад ибн Гази    | 1218                | 1236              | Амир аль-Малик аль-Азиз                                      |
| Салах ад-Дин Юсуф II ибн Мухаммад | 1236                | 1260              | Амир аль-Малик ан-Насир III                                  |
| Музаффар ад-Дин Муса ибн Ибрахим  | 1260                | 1260              | Амир аль-Малик аль-Ашраф, с 1260 — Наиб аль-Мульк всей Сирии |

| В 1260 году Халеб был завоёван вначале монголами, затем мамлюками и присоединён к Египту. |
| ----------------------------------------------------------------------------------------- |

#### АмирыХамы
- Аль-Музаффар I Умар ибн Шахин-шах 1178—1191
- Аль-Мансур I Мухаммад ибн Умар 1191—1221
- Аль-Насир Кылыч Арслан ибн Мухаммад 1221—1229
- Аль-Музаффар II Махмуд ибн Мухаммад 1229—1244
- Аль-Мансур II Мухаммад ибн Махмуд 1244—1284
- Аль-Музаффар III Махмуд ибн Мухаммад 1284—1298
- Аль-Муайяд Исмаил ибн Али 1310—1331
- Аль-Афдаль Мухаммад ибн Исмаил 1331—1342

#### АмирыХомса (Химса)иПальмиры
| Лакаб, алам, насаб правителя       | Вступил в должность | Покинул должность | Титулы (жирным выделены наиболее известные в истории)        |
| ---------------------------------- | ------------------- | ----------------- | ------------------------------------------------------------ |
| Асад ад-Дин Ширкух I ибн Шади      | 1154                | 23 марта 1169     | Амир                                                         |
| Насир ад-Дин Мухаммад ибн Ширкух   | 1178                | 1186              | Амир аль-Малик аль-Кахир                                     |
| Асад ад-Дин Ширкух II ибн Мухаммад | 1186                | 1239              | Амир аль-Малик аль-Муджахид                                  |
| Насир ад-Дин Ибрахим ибн Ширкух    | 1239                | 1246              | Амир аль-Малик аль-Мансур                                    |
| Музаффар ад-Дин Муса ибн Ибрахим   | 1246                | 1263              | Амир аль-Малик аль-Ашраф, с 1260 — Наиб аль-Мульк всей Сирии |

В августе 1248 года Хомс был захвачен амиром Халеба Ан-Насиром Салах ад-Дином Юсуфом II, амир Аль-Ашраф Муса ибн Ибрахим сохранил за собой только Пальмиру и аль-Рахбу. В 1260 году при приближении монголов Аль-Ашраф Муса ибн Ибрахим добровольно передал все свои владения Хулагу, который утвердил его правителем Пальмиры, вернул ему Хомс и пожаловал титул Наиб аль-Мульк всей Сирии. В 1263 году Хомс был завоёван мамлюками и присоединён к Египту.